# Modeste-Jean Lhomme
Modeste-Jean Lhomme, né le 20 février 1883 dans le quartier Outremeuse à Liège où il est décédé le 19 novembre 1946, est un peintre paysagiste belge installé au 23 rue Douffet à Liège.

## Biographie

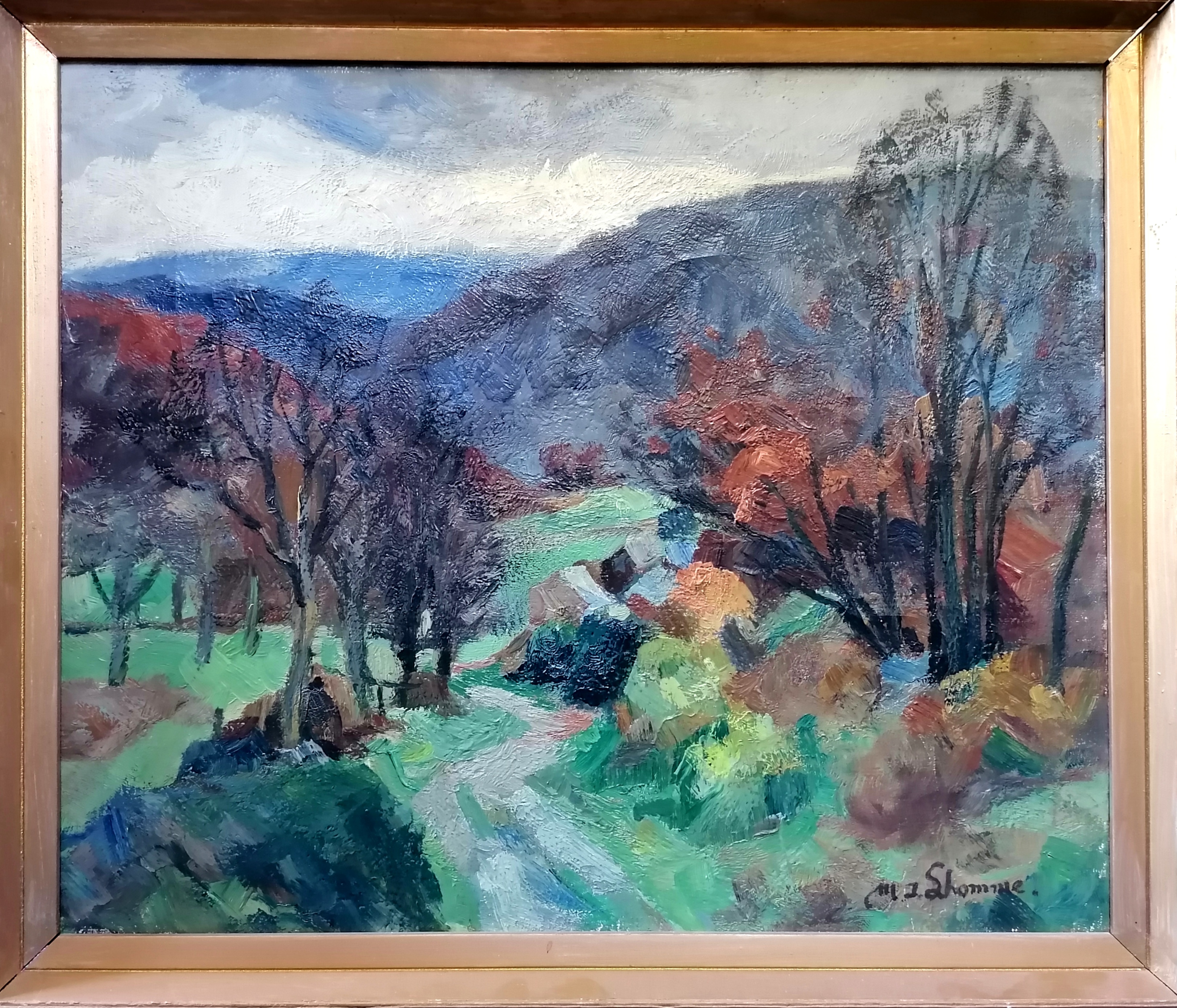
Monthermé, Modeste-Jean Lhomme (1883-1946), 1931

Fils de Jean Pierre Joseph Lhomme, cigarier à Liège, et Marie Josephe Schruyers, Modeste-Jean débute sur la volonté de son père dans l'atelier d'un entrepreneur de peintures de Liège. Il fait son entière scolarité à l'Académie royale des Beaux-Arts de Liège et est formé à la peinture par les maîtres Adrien de Witte, Évariste Carpentier et Auguste Donnay. 
Il s'oriente d'abord vers la peinture décorative puis surtout vers la peinture du paysage. Admirateur d'Auguste Renoir, il plante son chevalet dans la région de Basse-Meuse puis celle de l'Ardenne où il vit un temps. Il représente principalement des vues des vallées de la Lesse, de l'Aisne ou encore de la Semois, tant belge que française. Il rencontre ici les artistes Albert Raty, Marie Howet ou encore Émile Faynot, peintre de Thilay, à qui il va enseigner la technique de la peinture.
Son décès en 1946 est relayé dans la presse locale. 

## Expositions

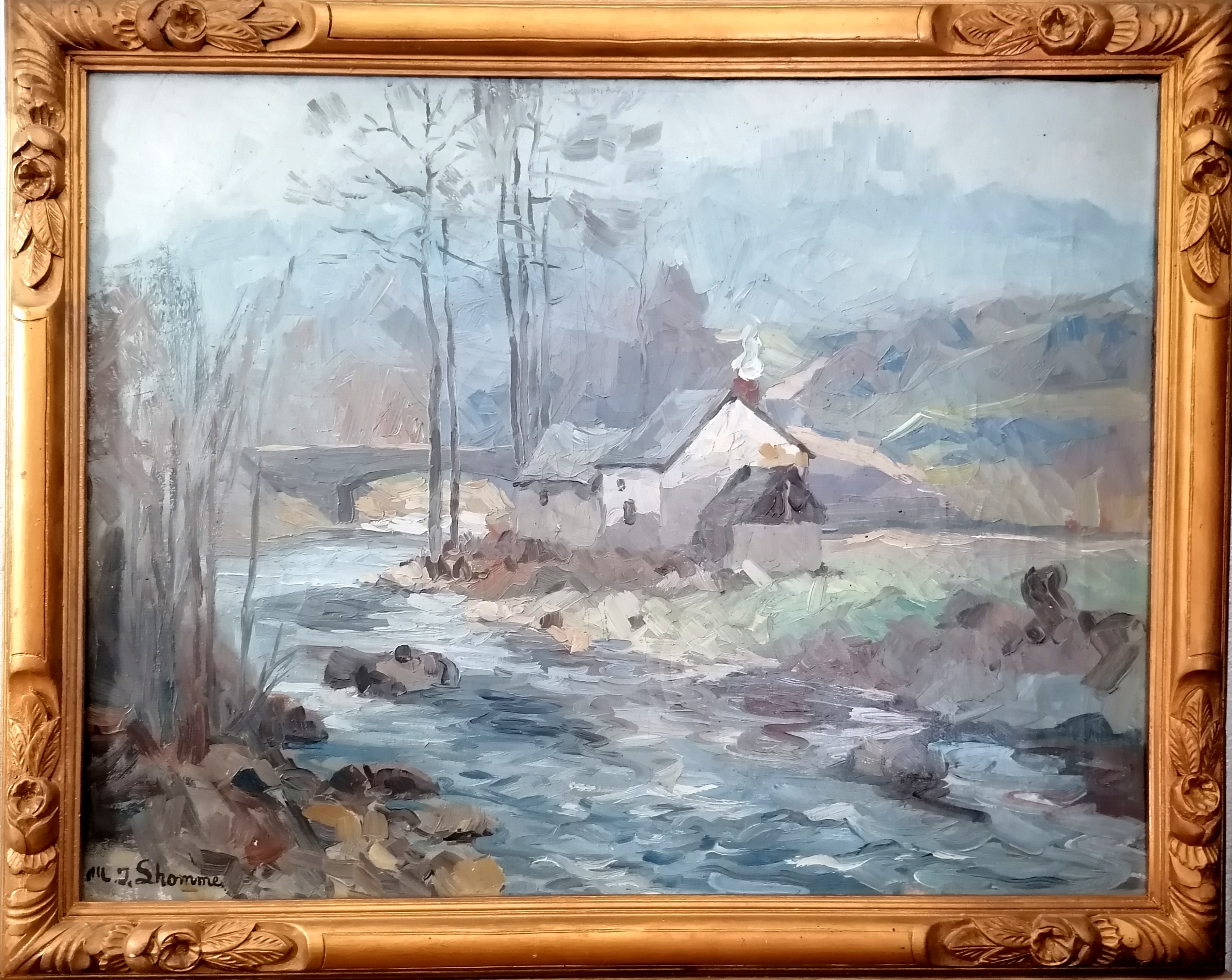
Temps gris, vallée de Aisne, Modeste-Jean Lhomme (1883-1946)

En 1913 et 1914, il participe à l'exposition générale du Cercle des Beaux-Arts et au Salon de la Société Royale des Beaux-Arts de Liège. Sa première exposition particulière a lieu à Liège en 1916. En 1919, une toile intitulée Soleil d'août retient l'attention de conseillers municipaux parisiens qui l'engagent à exposer à Paris. À Bruxelles, il expose pour la première fois en 1920 et y rencontre le succès puisque le Gouvernement fait l'acquisition de son triptyque Panorama de Francorchamps. Au salon triennal de Namur en 1924, son tableau Vallée de la Molignée, remarqué par les souverains belges, entre dans les collections municipales. Il participe aux expositions organisées à la galerie d'art du journal La Meuse à Liège en janvier 1925 et 1926, aux côtés d'Élysée Fabry notamment, où il est remarqué et vanté par Richard Heintz. Dans les années 1930, il présente ses toiles de l'autre côté de la frontière, à l'exposition L'Ardenne Wallonne en peinture à Mézières en 1932 ou encore au salon de l'Union Artistique des Ardennes à Charleville en 1933. On le trouve également exposant au Salon des Artistes Français aux côtés d'autres peintres ardennais à l'image d'Émile Faynot ou d'Eugene Thiery
Après son décès en 1946, plusieurs expositions rétrospectives rendent hommage à l'artiste : en 1948 par la commune de Flémalle-Haute et le cercle des Beaux-Arts de Liège, en 1952 par la galerie de la Toison d'Or, et en 1953 par la salle des expositions de l'Émulation à Liège. 
De nombreuses œuvres sont aujourd'hui entre les mains de collections privées, et d'autres sont conservées aux musées de Liège, Marche-en-Famenne, Namur et de Tournai.
Il est nommé chevalier de l'ordre de Léopold II en 1933.